# Borne (Uelzen)
Borne ist ein Ortsteil der Hansestadt Uelzen im niedersächsischen Landkreis Uelzen.

## Geografie und Verkehrsanbindung
Der Ort liegt südwestlich des Kernbereichs von Uelzen.
Östlich fließt der Bornbach, nordwestlich verläuft die B 4 (= B 191).
Das 283 ha große Naturschutzgebiet Bornbachtal entlang des Bornbachs erstreckt sich östlich und südlich.